# Тюрин, Александр Владимирович
Александр Владимирович Тюрин (род. 20 января 1962, Одесса) — русский писатель, работающий в жанрах фантастики и научно-популярной литературы. Член Союза российских писателей.

## Биография
В 1967 году переехал в Ленинград. В 1983 году окончил Ленинградское Высшее инженерно-морское училище. Работал в системе морского флота.
С 1985 года — участник семинара молодых фантастов под руководством Бориса Стругацкого.
С 1996 по 2022 год жил в Германии, с 2022 живёт в Санкт-Петербурге .

## Творчество
Дебютировал в фантастике повестью «Клетка для буйных» (1988, в соавт. с Александром Щёголевым). Его повесть «Сеть» (также совместно со Щёголевым) и роман «Каменный век», написанные в 1989—1990 годах и изданные в 1992 году, стали первыми произведениями в истории русского киберпанка.
В текстах Тюрина конца 1980-х и первой половины 1990-х годов читатель встречается со сложными концепциями взаимодействия человека и компьютерной сети, с машинно-человеческими интерфейсами, органическими и неорганическими киберимплантатами, с цифровыми «двойниками» реальных объектов, с вмешательством компьютерных систем в государственное управление, с «цифровой жизнью».
Лауреат, совместно с Александром Щёголевым, премии «Старт» за сборник повестей «Клетка для буйных».
Во второй половине 1990-х в произведения Тюрина проникает все больше элементов нанопанка. Роман «Боятся ли компьютеры адского пламени?» (1998), рассказы «Киберозойская эра» и «Судьба Кощея в киберозойскую эру» (2003), повесть «Отечественная война 2012 года» (2004), роман «Человек технозойской эры» (2006), повесть «Генерал Зима» посвящены социальным, психологическим и другим аспектам применения нанотехнологий. В последних произведениях Тюрина саморазвивающиеся нанотехнологии создают своего рода техносферу, которая замещает и вытесняет природу.
В 2010 году Тюрин стал лауреатом международной литературной премии «Бронзовый Икар» в номинации «За общий вклад в возрождение, развитие и пропаганду традиционной научно-фантастической литературы».
Тюрин написал также несколько научно-популярных работ в области футурологии и истории, в том числе книги «Правда о Николае I. Оболганный император» (2010) и «Русские — успешный народ. Как прирастала русская земля» (2012), посвященную русской земледельческой колонизации. В работах на исторические темы развитие России рассматривается А. В. Тюриным как взаимодействие большой социальной системы с тяжелой внешней средой — с использованием концепции географического детерминизма и подхода, именуемого «исторической механикой».